# Salida (Califòrnia)
Salida és una concentració de població designada pel cens dels Estats Units a l'estat de Califòrnia. Segons el cens del 2000 tenia 18.070 habitants.

## Demografia
Segons el cens del 2000, Salida tenia 12.560 habitants, 3.617 habitatges, i 3.157 famílies. La densitat de població era de 966 habitants/km².
Dels 3.617 habitatges en un 55,8% hi vivien nens de menys de 18 anys, en un 73% hi vivien parelles casades, en un 9,4% dones solteres, i en un 12,7% no eren unitats familiars. En el 8,5% dels habitatges hi vivien persones soles l'1,7% de les quals corresponia a persones de 65 anys o més que vivien soles. El nombre mitjà de persones vivint en cada habitatge era de 3,44 i el nombre mitjà de persones que vivien en cada família era de 3,63.
Per edats la població es repartia de la següent manera: un 36% tenia menys de 18 anys, un 7,2% entre 18 i 24, un 36,4% entre 25 i 44, un 15,3% de 45 a 60 i un 5,1% 65 anys o més.
L'edat mediana era de 29 anys. Per cada 100 dones de 18 o més anys hi havia 99,6 homes.
La renda mediana per habitatge era de 57.874 $ i la renda mediana per família de 60.114 $. Els homes tenien una renda mediana de 42.188 $ mentre que les dones 30.521 $. La renda per capita de la població era de 18.173 $. Entorn del 6,3% de les famílies i el 7,3% de la població estaven per davall del llindar de pobresa.

## Poblacions més properes
El següent diagrama mostra les poblacions més properes.